# 北京新兴医院
39°53′56″N 116°16′45″E / 39.898967°N 116.279119°E
北京新兴医院是位于北京市的一家具有军队背景的民营盈利性医院，以治疗不孕不育为特色，2004年夏季因发布虚假广告欺诈患者遭到媒体曝光而引发争议。

## 历史
北京新兴医院原名海淀区新兴医院，建立于1991年，是总后兴办的企业新兴集团下属的子公司新兴医药科技发展总公司名下的一所企业医院。1998年新兴集团与总后脱钩，改制为国家直属企业，1999年，现任院长朱明买断新兴医院，并以北京新兴医院的名义在北京市工商局登记注册为盈利性医院。2002年12月10日医院所有制形式变更为独资，2003年1月医院所有制形式再次变更为股份制，股东为院长朱明和朱爱琴。2004年因不实宣传遭到媒体曝光后增加股东一名。

## 广告攻势
新兴医院改制后以治疗不孕不育为特色，并且有针对性地展开广告攻势，并先后聘请著名影视演员唐国强和歌手解晓东为医院的广告代言人，请两人拍摄广告在中国各个省级电视台上滚动播出，2003年由唐国强出演的模仿毛泽东讲话语气和姿态的电视广告以及解晓东出演的电视广告开始在中央电视台播出，在中国开创了赢利性医院在央视播出广告的先例。除了常态的电视广告，新兴医院还充分利用“挂角小广告”进行宣传，在新兴医院宣传的鼎盛时期，全中国各家省级电视台的卫星频道中有超过一半的频道都在正常播出电视节目的同时在屏幕的一角播送新兴医院的广告。
除了电视广告，新兴医院还针对其面对的目标消费群体进行更有针对性的广告宣传，其平面广告主要集中在中国各地的火车站、汽车站等流动人口集中处，在北京的铁路交通枢纽北京站和西客站，新兴医院的平面广告一度占据很大比例。
新兴医院的广告被认为有夸大的成分，其所宣传的治疗效果受到一些人的置疑，另外在新兴医院的广告中大量使用患者形象和病例，一些广告还以新闻报道的形式出现，这些都是违反中国法律的。
由于新兴医院大量播出电视广告，且广告内容被认为多有夸大和不实的内容，因此一些人称之为“电视医院”，与1990年代中前期在电线杆和公共厕所张贴“专治性病”广告的“电线杆医院”和“厕所医院”相对应。

## 媒体曝光与信任危机
2004年8月初《瞭望东方周刊》发表文章《破解北京新兴医院“神话”》调查并置疑了新兴医院的广告、专家团队和治疗效果。报道发表后引起社会关注，新浪网、搜狐网、人民网等网络媒体转载报道，《京华时报》《新京报》等媒体跟进报道此事，关于新兴医院的深度报道成为当时最引人瞩目的新闻。新兴医院也因此面临巨大的信任危机，就诊患者迅速减少，进入9月后媒体关于新兴医院的报道戛然而止，医院所在地相关管理部门未作出任何正式反应。2004年末，《瞭望东方周刊》参与报道记者声称接到新兴医院院长发来的恐吓短信。

### 媒体报道
《瞭望东方周刊》和《新京报》是对新兴医院深入报道较多的两家媒体，他们对新兴医院的报道集中在不实的广告宣传、虚假的专家团队、虚假的检验结果、天价药品、医院和院长背景等方面。
- 广告：媒体调查了新兴医院的广告，发现该医院的广告内容不曾在主管部门备案，亦未通过主管部门审批，广告内容所涉及的疗效均无数据支持，广告中还声称能够治愈一些尚无法根治的疾病。
- 专家团队：媒体调查指出，新兴医院宣传的专家团队存在严重的夸大和不实内容，医院主推的一些教授仅有卫生学校毕业的学历（相当于中专）。
- 检验结果：媒体以暗访的形式调查医院，身体健康的记者经医院诊断还有严重的导致不孕不育的病症，一些检查的收费也远远高于其他医院。
- 药品：媒体声称新兴医院为患者开出的药方内容雷同，且售价远远高于成本。
- 医院背景：媒体在调查中发现难以查清医院的背景，医疗机构的管理部门无法提供关于该医院改制之前的任何信息。
- 院长：媒体经调查声称新兴医院院长朱明曾经因为刑事犯罪被判处徒刑，在买断新兴医院前就曾承包北京其他医院的科室并因为出售假药被管理部门查处。

### 新兴医院回应
《新兴梦未了》出版，书中从朱明的角度叙述了新兴医院的经营过程，有媒体称这段经历是“催人泪下”。该书的宣传声势浩大，举办了朱明签赠千本并送大奖等各种活动，并大都摆放在在各大书店的显著位置]]
《瞭望东方周刊》作出关于新兴医院的报道后，院方迅速收购了医院附近报亭的《瞭望东方周刊》，在《京华时报》跟进报道后新兴医院亦采取了相同措施，之后京华时报停止了关于新兴医院的任何报道。《新京报》对新兴医院作出报道后，医院出动保安抢走了附近报亭的新京报宣传广告。
新兴医院在媒体报道后还调整了医院网站，从网站上取消了被媒体点名报道的专家，并在医院网站上刊登了不完整的《瞭望东方周刊》的道歉函，以及置疑《瞭望东方周刊》的文章，文章指出《瞭望东方周刊》的报道以偏概全，并指责媒体对新兴医院的报道受到了其竞争对手上海长江医院幕后操纵。
新兴医院的广告代言人唐国强和解晓东则发表言论对医院表示支持。

### 其他方面的反应
媒体报道后，广电总局发布行政命令禁止省市电视台播出挂角广告。
一些民众则置疑相关管理部门在这一事件中的缺位，他们指责主管部门对民营赢利性医院缺乏管理。